# 共和政ローマ執政官一覧
е共和政ローマ執政官一覧（きょうわせいローマしっせいかんいちらん）は共和政ローマの執政官（コンスル）を年毎に記載した一覧。
伝説上の共和政開始の年紀元前509年から一般に帝政開始の年とされる紀元前27年までを「共和政」の範囲として記載する。
正規執政官2名は年初（紀元前154年までは3月1日、それ以降は1月1日）に就任し、その年はこの2名の名前で呼ばれた（例えば紀元前100年はガイウス・マリウスとルキウス・ウァレリウス・フラックスが執政官の年と記載される）。正規執政官の辞任や死去によって欠員が生じた際に選ばれる補充執政官は「suff.」以下に記した。人名の後ろのローマ数字は補充執政官を含めて何度目の執政官職かを表す。執政官職が停止されている年はそれに代わるものを記した。
人名は長母音は省略し「ll」「rr」は促音で表記した。

## 紀元前6世紀
- 紀元前509年 ルキウス・ユニウス・ブルトゥス, ルキウス・タルクィニウス・コッラティヌス
  - suff. スプリウス・ルクレティウス・トリキピティヌス, プブリウス・ウァレリウス・プブリコラ I, マルクス・ホラティウス・プルウィッルス
- 紀元前508年 プブリウス・ウァレリウス・プブリコラ II, ティトゥス・ルクレティウス・トリキピティヌス I
- 紀元前507年 プブリウス・ウァレリウス・プブリコラ III, マルクス・ホラティウス・プルウィッルス II
- 紀元前506年 スプリウス・ラルキウス・ルフス（またはフラウス） I, ティトゥス・ヘルミニウス・アクィリヌス
- 紀元前505年 マルクス・ウァレリウス（・ウォルスス?）, プブリウス・ポストゥミウス・トゥベルトゥス
- 紀元前504年 プブリウス・ウァレリウス・プブリコラ IV, ティトゥス・ルクレティウス・トリキピティヌス II
- 紀元前503年 アグリッパ・メネニウス・ラナトゥス, プブリウス・ポストゥミウス・トゥベルトゥス II
- 紀元前502年 オピテル・ウェルギニウス・トリコストゥス, スプリウス・カッシウス・ウェケッリヌス
- 紀元前501年 ポストゥムス・コミニウス・アウルンクス, ティトゥス・ラルキウス・ルフス（またはフラウス）I

## 紀元前5世紀
- 紀元前500年 セルウィウス・スルピキウス・カメリヌス・コルヌトゥス, マニウス・トゥッリウス・ロングス
- 紀元前499年 ティトゥス・アエブティウス・ヘルウァ, ガイウス（またはプブリウス）・ウェトゥリウス・ゲミヌス・キクリヌス
- 紀元前498年 クィントゥス・クロエリウス・シクルス, ティトゥス・ラルキウス・ルフス（またはフラウス） II
- 紀元前497年 アウルス・センプロニウス・アトラティヌス I, マルクス・ミヌキウス・アウグリヌス I
- 紀元前496年 アウルス・ポストゥミウス・アルブス・レギッレンシス, ティトゥス・ウェルギニウス・トリコストゥス・カエリオモンタヌス
- 紀元前495年 アッピウス・クラウディウス・サビヌス・インレギッレンシス, プブリウス・セルウィリウス・プリスクス・ストルクトゥス
- 紀元前494年 アウルス・ウェルギニウス・トリコストゥス・カエリオモンタヌス, ティトゥス・ウェトゥリウス・ゲミヌス・キクリヌス
- 紀元前493年 ポストゥムス・コミニウス・アウルンクス II, スプリウス・カッシウス・ウェケッリヌス II
- 紀元前492年 ティトゥス・ゲガニウス・マケリヌス, プブリウス・ミヌキウス・アウグリヌス
- 紀元前491年 マルクス・ミヌキウス・アウグリヌス II, アウルス・センプロニウス・アトラティヌス II
- 紀元前490年 クィントゥス・スルピキウス・カメリヌス・コルヌトゥス, スプリウス・ラルキウス・ルフス（またはフラウス） II
- 紀元前489年 ガイウス・ユリウス・ユッルス, プブリウス・ピナリウス・マメルキヌス・ルフス
- 紀元前488年 スプリウス・ナウティウス・ルティルス, セクストゥス・フリウス（・フスス?）
- 紀元前487年 ティトゥス・シキニウス（・サビヌス?）, ガイウス・アクィッリウス・トゥスクス
- 紀元前486年 スプリウス・カッシウス・ウェケッリヌス III, プロクルス・ウェルギニウス・トリコストゥス・ルティルス
- 紀元前485年 セルウィウス・コルネリウス・マルギネンシス・コッスス, クィントゥス・ファビウス・ウィブラヌス I
- 紀元前484年 ルキウス・アエミリウス・マメルクス, カエソ・ファビウス・ウィブラヌス I
- 紀元前483年 マルクス・ファビウス・ウィブラヌス I, ルキウス・ウァレリウス・ポティトゥス I
- 紀元前482年 クィントゥス・ファビウス・ウィブラヌス II, ガイウス・ユリウス・ユッルス
- 紀元前481年 カエソ・ファビウス・ウィブラヌス II, スプリウス・フリウス・メドゥッリヌス・フスス
- 紀元前480年 マルクス・ファビウス・ウィブラヌス II, グナエウス・マンリウス・キンキナトゥス
- 紀元前479年 カエソ・ファビウス・ウィブラヌス III, ティトゥス・ウェルギニウス・トリコストゥス・ルティルス
- 紀元前478年 ルキウス・アエミリウス・マメルクス II, ガイウス・セルウィリウス・ストルクトゥス・アハラ
  - suff. オピテル・ウィルギニウス・エスクィリヌス
- 紀元前477年 ガイウス（またはマルクス）・ホラティウス・プルウィッルス, ティトゥス・メネニウス・ラナトゥス
- 紀元前476年 アウルス・ウェルギニウス・トリコストゥス・ルティルス, スプリウス・セルウィリウス・ストルクトゥス
- 紀元前475年 プブリウス・ウァレリウス・プブリコラ I, ガイウス・ナウティウス・ルティルス I
- 紀元前474年 ルキウス・フリウス・メドゥッリヌス, アウルス・マンリウス・ウルソ
- 紀元前473年 ルキウス・アエミリウス・マメルクス III, ウォピスクス・ユリウス・ユッルス
- 紀元前472年 ルキウス・ピナリウス・マメルキヌス・ルフス, プブリウス・フリウス・メドゥッリヌス・フスス
- 紀元前471年 アッピウス・クラウディウス・クラッスス・インレギッレンシス・サビヌス, ティトゥス・クィンクティウス・カピトリヌス・バルバトゥス I
- 紀元前470年 ルキウス・ウァレリウス・ポティトゥス（・プブリコラ） II, ティベリウス・アエミリウス・マメルクス I
- 紀元前469年 ティトゥス・ヌミキウス・プリスクス, アウルス・ウェルギニウス・トリコストゥス・カエリオモンタヌス
- 紀元前468年 ティトゥス・クィンクティウス・カピトリヌス・バルバトゥス II, クイントゥス・セルウィリウス・ストルクトゥス・プリスクス I
- 紀元前467年 ティベリウス・アエミリウス・マメルクス II, クィントゥス・ファビウス・ウィブラヌス I
- 紀元前466年 クイントゥス・セルウィリウス・ストルクトゥス・プリスクス II, スプリウス・ポストゥミウス・アルブス・レギッレンシス
- 紀元前465年 クィントゥス・ファビウス・ウィブラヌス II, ティトゥス・クィンクティウス・カピトリヌス・バルバトゥス III
- 紀元前464年 アウルス・ポストゥミウス・アルビヌス・レギッレンシス, スプリウス・フリウス・メドゥッリヌス・フスス
- 紀元前463年 プブリウス・セルウィリウス・プリスクス, ルキウス・アエブティウス・ヘルウァ
- 紀元前462年 ルキウス・ルクレティウス・トリキピティヌス, ティトゥス・ウェトゥリウス・ゲミヌス・キクリヌス
- 紀元前461年 プブリウス・ウォルムニウス・アミンティヌス・ガッルス, セルウィウス（またはガイウス）・スルピキウス・カメリヌス・コルヌトゥス
- 紀元前460年 プブリウス・ウァレリウス・プブリコラ II, ガイウス・クラウディウス・インレギッレンシス・サビヌス
  - suff. ルキウス・クィンクティウス・キンキナトゥス
- 紀元前459年 クィントゥス・ファビウス・ウィブラヌス III, ルキウス・コルネリウス・マルギネンシス・ウリティヌス
- 紀元前458年 ガイウス・ナウティウス・ルティルス II, ルキウス・ミヌキウス・エスクィリヌス・アウグリヌス
- 紀元前457年 マルクス（またはガイウス）・ホラティウス・プルウィッルス II, クィントゥス・ミヌキウス・エスクィリヌス（アウグリヌス）
  - またはルキウス・クィンクティウス・キンキンナトゥス II, マルクス・ファビウス・ウィブラヌス
- 紀元前456年 マルクス・ウァレリウス・マクシムス・ラクトゥカ, スプリウス・ウェルギニウス・トリコストゥス・カエリオモンタヌス
- 紀元前455年 ティトゥス・ロミリウス・ロクス・ウァティカヌス, ガイウス・ウェトゥリウス・キクリヌス
- 紀元前454年 スプリウス・ タルペイウス・モンタヌス・カピトリヌス, アウルス・アテルニウス・ウァルス・フォンティナリス
- 紀元前453年 セクストゥス・クィンクティリウス, プブリウス・クリアティウス・フィストゥス・トリゲミヌス
  - suff. スプリウス・フリウス（メドゥッリヌス・フスス？）
- 紀元前452年 ティトゥス・メネニウス・ラナトゥス, プブリウス・セスティウス・カピトリヌス・ウァティカヌス
- 紀元前451年 アッピウス・クラウディウス・クラッスス・インレギッレンシス・サビヌス II, ティトゥス・ゲヌキウス・アウグリヌス
- 同年 十人委員会
- 紀元前450年 十人委員会
- 紀元前449年 十人委員会
- 同年 ルキウス・ウァレリウス・ポティトゥス, マルクス・ホラティウス・バルバトゥス
- 紀元前448年 ラルス（またはスプリウス）・ヘルミニウス・コリティネサヌス, ティトゥス・ウェルギニウス・トリコストゥス・カエリオモンタヌス
- 紀元前447年 マルクス・ゲガニウス・マケリヌス I, ガイウス・ユリウス・ユッルス
- 紀元前446年 ティトゥス・クィンクティウス・カピトリヌス・バルバトゥス IV, アグリッパ・フリウス・フスス
- 紀元前445年 マルクス・ゲヌキウス・アウグリヌス, ガイウス（またはアグリッパ）・クルティウス・ピロ（またはキロ？）
- 紀元前444年 執政武官
  - 同年 ルキウス・パピリウス・ムギッラヌス, ルキウス・センプロニウス・アトラティヌス
- 紀元前443年 マルクス・ゲガニウス・マケリヌス II. ティトゥス・クィンクティウス・カピトリヌス・バルバトゥス V
- 紀元前442年 マルクス・ファビウス・ウィブラヌス, ポストゥミウス・アエブティウス・ヘルウァ・コルニケン
- 紀元前441年 ガイウス・フリウス・パキルス・フスス, マルクス（またはマニウス）・パピリウス・クラッスス
- 紀元前440年 プロクルス・ゲガニウス・メケリヌス, ルキウス（ティトゥス）・メネニウス・アグリッパエ・ラナトゥス II
- 紀元前439年 アグリッパ・メネニウス・ラナトゥス, ティトゥス・クィンクティウス・カピトリヌス・バルバトゥス VI
- 紀元前438年 執政武官
- 紀元前437年 マルクス・ゲガニウス・マケリヌス III, ルキウス・セルギウス・フィデナス
  - suff. マルクス・ウァレリウス・ラクトゥカ・マクシムス
- 紀元前436年 ルキウス・パピリウス・クラッスス, マルクス・コルネリウス・マルギネンシス
- 紀元前435年 ガイウス・ユリウス・ユッルス II, ルキウス（またはプロクルス）・ウェルギニウス・トリコストゥス
- 紀元前434年 ガイウス・ユリウス（・ユッルス?） III, ルキウス（またはプロクルス）・ウェルギニウス・トリコストゥス II
- 紀元前433年 執政武官
- 紀元前432年 執政武官
- 紀元前431年 ティトゥス・クィンクティウス・ポエヌス・キンキンナトゥス, ガイウス（またはグナエウス）・ユリウス・メント
- 紀元前430年 ルキウス（またはガイウス）・パピリウス・クラッスス, ルキウス・ユリウス・ユッルス
- 紀元前429年 ホストゥス・ルクレティウス・トリキピティヌス, ルキウス・セルギウス・フィデナス II
- 紀元前428年 アウルス・コルネリウス・コッスス, ティトゥス・クィンクティウス・ポエヌス・キンキンナトゥス II
  - またはルキウス・クィンクティウス・キンキンナトゥス, アウルス・センプロニウス・アトラティヌス
- 紀元前427年 ガイウス・セルウィリウス・ストルクトゥス・アハラ, ルキウス・パピリウス・ムギッラヌス (II)
- 紀元前426年 執政武官
- 紀元前425年 執政武官
- 紀元前424年 執政武官
- 紀元前423年 ガイウス・センプロニウス・アトラティヌス, クィントゥス・ファビウス・ウィブラヌス
- 紀元前422年 執政武官
- 紀元前421年 グナエウス（またはヌメリウス）・ファビウス・ウィブラヌス, ティトゥス・クィンクティウス・カピトリヌス・バルバトゥス
- 紀元前420年 執政武官
- 紀元前419年 執政武官
- 紀元前418年 執政武官
- 紀元前417年 執政武官
- 紀元前416年 執政武官
- 紀元前415年 執政武官
- 紀元前414年 執政武官
- 紀元前413年 アウルス・マルクス・コルネリウス・コッスス, ルキウス・フリウス・メドゥッリヌス
- 紀元前412年 クィントゥス・ファビウス・アンブストゥス・ウィブラヌス, ガイウス・フリウス・パキルス
- 紀元前411年 ルキウス・パピリウス・ムギッラヌス（またはアトラティヌス）, スプリウス（またはガイウス）・ナウティウス・ルティルス
- 紀元前410年 マニウス・アエミリウス・マメルキヌス, ガイウス・ウァレリウス・ポティトゥス・ウォルスス
- 紀元前409年 グナエウス・コルネリウス・コッスス, ルキウス・フリウス・メドゥッリヌス II
- 紀元前408年 執政武官
- 紀元前407年 執政武官
- 紀元前406年 執政武官
- 紀元前405年 執政武官
- 紀元前404年 執政武官
- 紀元前403年 執政武官
- 紀元前402年 執政武官
- 紀元前401年 執政武官

## 紀元前4世紀
- 紀元前400年 執政武官
- 紀元前399年 執政武官
- 紀元前398年 執政武官
- 紀元前397年 執政武官
- 紀元前396年 執政武官
- 紀元前395年 執政武官
- 紀元前394年 執政武官
- 紀元前393年 ルキウス・ウァレリウス・ポティトゥス, プブリウス（またはセルウィウス）・コルネリウス・マルギネンシス
  - suff. ルキウス・ルクレティウス・トリキピティヌス・フラウス, セルウィウス・スルピキウス・カメリヌス
- 紀元前392年 ルキウス・ウァレリウス・ポティトゥス, マルクス・マンリウス・カピトリヌス
- 紀元前391年 執政武官
- 紀元前390年 執政武官
- 紀元前389年 執政武官
- 紀元前388年 執政武官
- 紀元前387年 執政武官
- 紀元前386年 執政武官
- 紀元前385年 執政武官
- 紀元前384年 執政武官
- 紀元前383年 執政武官
- 紀元前382年 執政武官
- 紀元前381年 執政武官
- 紀元前380年 執政武官
- 紀元前379年 執政武官
- 紀元前378年 執政武官
- 紀元前377年 執政武官
- 紀元前376年 執政武官
- 紀元前375年 設置されず
- 紀元前374年 設置されず
- 紀元前373年 設置されず
- 紀元前372年 設置されず
- 紀元前371年 設置されず
- 紀元前370年 執政武官
- 紀元前369年 執政武官
- 紀元前368年 執政武官
- 紀元前367年 執政武官
- 紀元前366年 ルキウス・アエミリウス・マメルキヌス（またはマメルクス）, ルキウス・セクスティウス・セクスティヌス・ラテラヌス（リキニウス・セクスティウス法）
- 紀元前365年 ルキウス・ゲヌキウス・アウェンティネンシス I, クィントゥス・セルウィリウス・アハラ I
- 紀元前364年 ガイウス・スルピキウス・ペティクス I, ガイウス・リキニウス・ストロ I
- 紀元前363年 グナエウス・ゲヌキウス・アウェンティネンシス, ルキウス・アエミリウス・マメルキヌス II
- 紀元前362年 ルキウス・ゲヌキウス・アウェンティネンシス II, クィントゥス・セルウィリウス・アハラ II
- 紀元前361年 ガイウス・リキニウス・ストロ II, ガイウス・スルピキウス・ペティクス II
- 紀元前360年 マルクス・ファビウス・アンブストゥス, ガイウス・ポエテリウス・リボ・ウィソルス
- 紀元前359年 マルクス・ポピッリウス・ラエナス, グナエウス・マンリウス・カピトリヌス・インペリオスス
- 紀元前358年 ガイウス・ファビウス・アンブストゥス, ガイウス・プラウティウス・プロクルス
- 紀元前357年 ガイウス・マルキウス・ルティルス I, グナエウス・マンリウス・カピトリヌス・インペリオスス II
- 紀元前356年 マルクス・ファビウス・アンブストゥス II, マルクス・ポピッリウス・ラエナス II
- 紀元前355年 ガイウス・スルピキウス・ペティクス III, マルクス・ウァレリウス・プブリコラ I
- 紀元前354年 マルクス・ファビウス・アンブストゥス III, ティトゥス・クィンクティウス・ポエヌス・カピトリヌス・クリスピヌス
- 紀元前353年 ガイウス・スルピキウス・ペティクス IV, マルクス・ウァレリウス・プブリコラ II
- 紀元前352年 プブリウス・ウァレリウス・プブリコラ, ガイウス・マルキウス・ルティルス II
- 紀元前351年 ガイウス・スルピキウス・ペティクス V, ティトゥス・クィンクティウス・ポエヌス・カピトリヌス・クリスピヌス II
- 紀元前350年 マルクス・ポピッリウス・ラエナス III, ルキウス・コルネリウス・スキピオ
- 紀元前349年 ルキウス・フリウス・カミッルス, アッピウス・クラウディウス・クラッスス・インレギッレンシス
- 紀元前348年 マルクス・ウァレリウス・コルウス I, マルクス・ポピッリウス・ラエナス IV
- 紀元前347年 ガイウス・プラウティウス・ウェンノクス（またはウェンノ） ・ヒュプサエウス I, ティトゥス・マンリウス・インペリオスス・トルクァトゥス I
- 紀元前346年 マルクス・ウァレリウス・コルウス II, ガイウス・ポエテリウス・リボ・ウィソルス II
- 紀元前345年 マルクス・ファビウス・ドルスオ, セルウィウス・スルピキウス・カメリヌス・ルフス
- 紀元前344年 ガイウス・マルキウス・ルティルス III, ティトゥス・マンリウス・インペリオスス・トルクァトゥス II
- 紀元前343年 マルクス・ウァレリウス・コルウス III, アウルス・コルネリウス・コッスス・アルウィナ I
- 紀元前342年 クィントゥス・セルウィリウス・アハラ III, ガイウス・マルキウス・ルティルス IV
- 紀元前341年 ガイウス・プラウティウス・ウェンノクス（またはウェンノ） ・ヒュプサエウス II, ルキウス・アエミリウス・マメルキヌス・プリウェルナス I
- 紀元前340年 ティトゥス・マンリウス・インペリオスス・トルクァトゥス III, プブリウス・デキウス・ムス
- 紀元前339年 ティベリウス・アエミリウス・マメルキヌス, クィントゥス・プブリリウス・ピロ I
- 紀元前338年 ルキウス・フリウス・カミッルス, ガイウス・マエニウス
- 紀元前337年 ガイウス・スルピキウス・ロングス I, プブリウス・アエリウス・パエトゥス
- 紀元前336年 ルキウス・パピリウス・クラッスス, カエソ（ガイウス）・ドゥイッリウス
- 紀元前335年 マルクス・アティリウス・レグルス・カレヌス, マルクス・ウァレリウス・コルウス IV
- 紀元前334年 スプリウス・ ポストゥミウス・アルビヌス（カウディヌス）, ティベリウス・ウェトゥリウス・カルウィヌス
- 紀元前333年 独裁官 プブリウス・コルネリウス・ルフィヌス
- 紀元前332年 グナエウス・ドミティウス・カルウィヌス, アウルス・コルネリウス・コッスス・アルウィナ II
- 紀元前331年 ガイウス・ウァレリウス・ポティトゥス・（フラックス）, マルクス・クラウディウス・マルケッルス
- 紀元前330年 ルキウス・パピリウス・クラッスス II, ルキウス・プラウティウス・ウェノクス（ウェンノ）
- 紀元前329年 ルキウス・アエミリウス・マメルキヌス・プリウェルナス II, ガイウス・プラウティウス・デキアヌス I
- 紀元前328年 （リウィウス、VIII, 22）プブリウス・プラウティウス・プロクルス, プブリウス・コルネリウス・スカプラ
- 紀元前328年 （カピトリヌスのファスティ） ガイウス・プラウティウス・デキアヌス II, プブリウス・コルネリウス・スキピオ・バルバトゥス
- 紀元前327年 ルキウス・コルネリウス・レントゥルス, クィントゥス・プブリリウス・ピロ II
- 紀元前326年 ガイウス・ポエテリウス・リボ・ウィソルス, ルキウス・パピリウス・クルソル I
- 紀元前325年 ルキウス・フリウス・カミッルス II, デキムス・ユニウス・ブルトゥス・スカエウァ
- 紀元前324年 独裁官 ルキウス・パピリウス・クルソル
- 紀元前323年 ガイウス・スルピキウス・ロングス II, クィントゥス・アウリウス（アエリウス）・ケッレタヌス I
- 紀元前322年 クィントゥス・ファビウス・マクシムス・ルッリアヌス I, ルキウス・フルウィウス・コルウス
- 紀元前321年 ティベリウス・ウェトゥリウス・カルウィヌス II,  スプリウス・ ポストゥミウス・アルビヌス（カウディヌス） II
- 紀元前320年 ルキウス・パピリウス・クルソル II, クィントゥス・プブリリウス・ピロ III
- 紀元前319年 ルキウス・パピリウス・クルソル III, クィントゥス・アウリウス・ケッレタヌス II
- 紀元前318年 ルキウス・プラウティウス・ウェノクス（ウェンノ）, マルクス・フォスリウス（フォリウス）・フラッキナトル
- 紀元前317年 クィントゥス・アエミリウス・バルブラ I, ガイウス・ユニウス・ブブルクス・ブルトゥス I
- 紀元前316年 スプリウス・ナウティウス・ルティルス, マルクス・ポピッリウス・ラエナス
- 紀元前315年 ルキウス・パピリウス・クルソル IV, クィントゥス・プブリリウス・ピロ IV
- 紀元前314年 マルクス・ポエテリウス・リボ, ガイウス・スルピキウス・ロングス III
- 紀元前313年 ルキウス・パピリウス・クルソル V, ガイウス・ユニウス・ブブルクス・ブルトゥス II
- 紀元前312年 マルクス・ウァレリウス・マクシムス・コッリヌス, プブリウス・デキウス・ムス
- 紀元前311年 ガイウス・ユニウス・ブブルクス・ブルトゥス III, クィントゥス・アエミリウス・バルブラ II
- 紀元前310年 クィントゥス・ファビウス・マクシムス・ルッリアヌス II, ガイウス・マルキウス・ルティルス・ケンソリヌス
- 紀元前309年 独裁官 ルキウス・パピリウス・クルソル
- 紀元前308年 プブリウス・デキウス・ムス II, クィントゥス・ファビウス・マクシムス・ルッリアヌス III
- 紀元前307年 アッピウス・クラウディウス・カエクス I, ルキウス・ウォルムニウス・フランマ・ウィオレンス
- 紀元前306年 クィントゥス・マルキウス・トレムルス, プブリウス・コルネリウス・アルウィナ I
- 紀元前305年 ルキウス・ポストゥミウス・メゲッルス I, ティベリウス・ミヌキウス・アウグリヌス
  - suff. マルクス・フルウィウス・クルウス・パエティヌス
- 紀元前304年 プブリウス・センプロニウス・ソプス, プブリウス・スルピキウス・サウェッリオ
- 紀元前303年 セルウィウス・コルネリウス・レントゥルス, ルキウス・ゲヌキウス・アウェンティネンシス
- 紀元前302年 マルクス・リウィウス・デンテル, マルクス・アエミリウス・パウッルス
- 紀元前301年 独裁官 マルクス・ウァレリウス・マクシムス・コルウス

## 紀元前3世紀
- 紀元前300年 マルクス・ウァレリウス・コルウス V, クィントゥス・アップレイウス・パンサ
- 紀元前299年 マルクス・フルウィウス・パエティヌス, ティトゥス・マンリウス・トルクァトゥス
  - Suff. マルクス・ウァレリウス・コルウス VI
- 紀元前298年 ルキウス・コルネリウス・スキピオ・バルバトゥス, グナエウス・フルウィウス・マクシムス・ケントゥマルス
- 紀元前297年 クィントゥス・ファビウス・マクシムス・ルッリアヌス IV, プブリウス・デキウス・ムス III
- 紀元前296年 アッピウス・クラウディウス・カエクス II,ルキウス・ウォルムニウス・フランマ・ウィオレンス II.
- 紀元前295年 クィントゥス・ファビウス・マクシムス・ルッリアヌス V, プブリウス・デキウス・ムス IV
- 紀元前294年 ルキウス・ポストゥミウス・メゲッルス II, マルクス・アティリウス・レグルス
- 紀元前293年 ルキウス・パピリウス・クルソル I, スプリウス・カルウィリウス・マクシムス I
- 紀元前292年 クィントゥス・ファビウス・マクシムス・グルゲス, デキムス・ユニウス・ブルトゥス・スカエウァ
- 紀元前291年 ルキウス・ポストゥミウス・メゲッルス III, ガイウス・ユニウス・ブブルクス・ブルトゥス
- 紀元前290年 マニウス・クリウス・デンタトゥス I, プブリウス・コルネリウス・ルフィヌス I
- 紀元前289年 マルクス・ウァレリウス・マクシムス・コッリヌス II, クィントゥス・カエディキウス・ノクトゥア
- 紀元前288年 クィントゥス・マルキウス・トレムルス II, プブリウス・コルネリウス・アルウィナ II
- 紀元前287年 マルクス・クラウディウス・マルケッルス, ガイウス・ナウティウス・ルティルス
- 紀元前286年 マルクス・ウァレリウス・マクシムス・（ポティトゥス?）, ガイウス・アエリウス・パエトゥス
- 紀元前285年 ガイウス・クラウディウス・カニナ, マルクス・アエミリウス・レピドゥス
- 紀元前284年 ガイウス・セルウィリウス・トゥッカ, ルキウス・カエキリウス・メテッルス・デンテル
  - suff. マニウス・クリウス・デンタトゥス
- 紀元前283年 プブリウス・コルネリウス・ドラベッラ,グナエウス・ドミティウス・カルウィヌス・マクシムス
- 紀元前282年 ガイウス・ファブリキウス・ルスキヌス, クィントゥス・アエミリウス・パプス（パピリウス） I
- 紀元前281年 ルキウス・アエミリウス・バルブラ, クィントゥス・マルキウス・ピリップス
- 紀元前280年 プブリウス・ウァレリウス・ラエウィヌス, ティベリウス・コルンカニウス
- 紀元前279年 プブリウス・スルピキウス・サウェッリオ, プブリウス・デキウス・ムス
- 紀元前278年 ガイウス・ファブリキウス・ルスキヌス II, クィントゥス・アエミリウス・パプス（パピリウス） II
- 紀元前277年 プブリウス・コルネリウス・ルフィヌス II, ガイウス・ユニウス・ブブルクス・ブルトゥス
- 紀元前276年 クィントゥス・ファビウス・マクシムス・グルゲス II, ガイウス・ゲヌキウス・クレプシナ I
- 紀元前275年 マニウス・クリウス・デンタトゥス II, ルキウス・コルネリウス・レントゥルス・カウディヌス
- 紀元前274年 マニウス・クリウス・デンタトゥス III, セルウィウス・コルネリウス・メレンダ
- 紀元前273年 ガイウス・ファビウス・ドルソ・リキヌス, ガイウス・クラウディウス・カニナ II
- 紀元前272年 ルキウス・パピリウス・クルソル II, スプリウス・カルウィリウス・マクシムス II（イタリア半島統一）
- 紀元前271年 ガイウス（またはカエソ）・クィンクティウス・クラウドゥス, ルキウス・ゲヌキウス・クレプシナ
- 紀元前270年 ガイウス・ゲヌキウス・クレプシナ II, グナエウス・コルネリウス・ブラシオ
- 紀元前269年 クィントゥス・オグルニウス・ガッルス, ガイウス・ファビウス・ピクトル
- 紀元前268年 プブリウス・センプロニウス・ソプス, アッピウス・クラウディウス・ルッスス
- 紀元前267年 マルクス・アティリウス・レグルス, ルキウス・ユリウス・リボ
- 紀元前266年 デキムス・ユニウス・ペラ, ヌメリウス・ファビウス・ピクトル
- 紀元前265年 クィントゥス・ファビウス・マクシムス・グルゲス, ルキウス・マミリウス・ウィトゥルス
- 紀元前264年 アッピウス・クラウディウス・カウデクス, マルクス・フルウィウス・フラックス（第一次ポエニ戦争開始）
- 紀元前263年 マニウス・オタキリウス・クラッスス I, マニウス・ウァレリウス・マクシムス・メッサッラ
- 紀元前262年 ルキウス・ポストゥミウス・（アルビヌス）・メゲッルス, クィントゥス・マミリウス・ウィトゥルス
- 紀元前261年 ルキウス・ウァレリウス・フラックス, ティトゥス・オタキリウス・クラッスス
- 紀元前260年 グナエウス・コルネリウス・スキピオ・アシナ I, ガイウス・ドゥイリウス
- 紀元前259年 ルキウス・コルネリウス・スキピオ, ガイウス・アクィッリウス・フロルス
- 紀元前258年 アウルス・アティリウス・カラティヌス, ガイウス・スルピキウス・パテルクルス
- 紀元前257年 ガイウス・アティリウス・レグルス, グナエウス・コルネリウス・ブラシオ II
- 紀元前256年 ルキウス・マンリウス・ウルソ・ロングス, クィントゥス・カエディキウス
  - suff. マルクス・アティリウス・レグルス II
- 紀元前255年 マルクス・アエミリウス・パウッルス, セルウィウス・フルウィウス・パエティヌス・ノビリオル
- 紀元前254年 グナエウス・コルネリウス・スキピオ・アシナ II, アウルス・アティリウス・カラティヌス II
- 紀元前253年 グナエウス・セルウィリウス・カエピオ, ガイウス・センプロニウス・ブラエスス I
- 紀元前252年 ガイウス・アウレリウス・コッタ, プブリウス・セルウィリウス・ゲミヌス I
- 紀元前251年 ルキウス・カエキリウス・メテッルス I, ガイウス・フリウス・パキルス
- 紀元前250年 ガイウス・アティリウス・レグルス II, ルキウス・マンリウス・ウルソ・ロングス II
- 紀元前249年 プブリウス・クラウディウス・プルケル, ルキウス・ユニウス・プッルス
- 紀元前248年 ガイウス・アウレリウス・コッタ II, プブリウス・セルウィリウス・ゲミヌス II
- 紀元前247年 ルキウス・カエキリウス・メテッルス II, ヌメリウス（マルクス）・ ファビウス・ブテオ
- 紀元前246年 マニウス・オタキリウス・クラッスス II, マルクス・ファビウス・リキヌス
- 紀元前245年 マルクス・ファビウス・ブテオ, ガイウス・アティリウス・ブルブス I
- 紀元前244年 アウルス・マンリウス・トルクァトゥス・アッティクス, ガイウス・センプロニウス・ブラエスス II
- 紀元前243年 ガイウス・フンダニウス・フンドゥルス, ガイウス・スルピキウス・ガッルス
- 紀元前242年 ガイウス・ルタティウス・カトゥルス, アウルス・ポストゥミウス・アルビヌス
- 紀元前241年 アウルス・マンリウス・ティトゥス・トルクァトゥス・アッティクス II, クィントゥス・ルタティウス・カトゥルス・ケルコ（第一次ポエニ戦争終了）
- 紀元前240年 ガイウス・クラウディウス・ケント, マルクス・センプロニウス・トゥディタヌス
- 紀元前239年 ガイウス・マミリウス・トゥッリヌス, クィントゥス・ウァレリウス・ファルト
- 紀元前238年 ティベリウス・センプロニウス・グラックス, プブリウス・ウァレリウス・ファルト
- 紀元前237年 ルキウス・コルネリウス・レントゥルス・カウディヌス , クィントゥス・フルウィウス・フラックス I
- 紀元前236年 プブリウス・コルネリウス・レントゥルス・カウディヌス, ガイウス・リキニウス・ウァルス
- 紀元前235年 ティトゥス・マンリウス・トルクァトゥス I, ガイウス・アティリウス・ブルブス II
- 紀元前234年 ルキウス・ポストゥミウス・アルビヌス I, スプリウス・カルウィリウス・マクシムス・ルガ
- 紀元前233年 クィントゥス・ファビウス・マクシムス・ウェッルコスス I, マニウス・ポンポニウス・マト
- 紀元前232年 マルクス・アエミリウス・レピドゥス I, マルクス・プブリキウス・マッレオルス
- 紀元前231年 マルクス・ポンポニウス・マト, ガイウス・パピリウス・マソ
- 紀元前230年 マルクス・アエミリウス・バルブラ, マルクス・ユニウス・ペラ
- 紀元前229年 ルキウス・ポストゥミウス・アルビヌス II, グナエウス・フルウィウス・ケントゥマルス
- 紀元前228年 スプリウス・カルウィリウス・マクシムス・ルガ II, クィントゥス・ファビウス・マクシムス・ウェッルコスス II
- 紀元前227年 プブリウス・ウァレリウス・フラックス, マルクス・アティリウス・レグルス
- 紀元前226年 マルクス・ウァレリウス・マクシムス・メッサッラ, ルキウス・アプスティウス・フッロ
- 紀元前225年 ルキウス・アエミリウス・パピリウスまたはパプス, ガイウス・アティリウス・レグルス
- 紀元前224年 ティトゥス・マンリウス・トルクァトゥス II, クィントゥス・フルウィウス・フラックス II
- 紀元前223年 ガイウス・フラミニウス, プブリウス・フリウス・ピルス
- 紀元前222年 グナエウス・コルネリウス・スキピオ・カルウス, マルクス・クラウディウス・マルケッルス I
- 紀元前221年 プブリウス・コルネリウス・スキピオ・アシナ, マルクス・ミヌキウス・ルフス
  - Suff. マルクス・アエミリウス・レピドゥス II
- 紀元前220年 マルクス・ウァレリウス・ラエウィヌス I, クィントゥス・ムキウス・スカエウォラ
  - Suff.（?）: ルキウス・ウェトゥリウス・ピロ, ガイウス・ルタティウス・カトゥルス
- 紀元前219年 ルキウス・アエミリウス・パウッルス I, マルクス・リウィウス・サリナトル I（第二次ポエニ戦争開始）
- 紀元前218年 プブリウス・コルネリウス・スキピオ, ティベリウス・センプロニウス・ロングス
- 紀元前217年 グナエウス・セルウィリウス・ゲミヌス, ガイウス・フラミニウス II
- Suff. マルクス・アティリウス・レグルス II
- 紀元前216年 ルキウス・アエミリウス・パウッルス II, ガイウス・テレンティウス・ウァッロ
- 紀元前215年 ティベリウス・センプロニウス・グラックス, ルキウス・ポストゥミウス・アルビヌス III（就任前戦死）
  - Suff. マルクス・クラウディウス・マルケッルス II, クィントゥス・ファビウス・マクシムス・ウェッルコスス III
- 紀元前214年 クィントゥス・ファビウス・マクシムス・ウェッルコスス IV, マルクス・クラウディウス・マルケッルス III
- 紀元前213年 クィントゥス・ファビウス・マクシムス, ティベリウス・センプロニウス・グラックス II
- 紀元前212年 アッピウス・クラウディウス・プルケル, クィントゥス・フルウィウス・フラックス III
- 紀元前211年 プブリウス・スルピキウス・ガルバ・マクシムス I, グナエウス・フルウィウス・ケントゥナルス（ケントゥマルス）・マクシムス
- 紀元前210年 マルクス・ウァレリウス・ラエウィヌス II, マルクス・クラウディウス・マルケッルス IV
- 紀元前209年 クィントゥス・ファビウス・マクシムス・ウェッルコスス V, クィントゥス・フルウィウス・フラックス IV
- 紀元前208年 マルクス・クラウディウス・マルケッルス V, ティトゥス・クィンクティウス・クリスピヌス
- 紀元前207年 ガイウス・クラウディウス・ネロ, マルクス・リウィウス・サリナトル II
- 紀元前206年 クィントゥス・カエキリウス・メテッルス,  ルキウス・ウェトゥリウス・ピロ
- 紀元前205年 大スキピオ I, プブリウス・リキニウス・クラッスス・ディウェス
- 紀元前204年 マルクス・コルネリウス・ケテグス, プブリウス・センプロニウス・トゥディタヌス
- 紀元前203年 グナエウス・セルウィリウス・カエピオ, ガイウス・セルウィリウス・ゲミヌス
- 紀元前202年 ティベリウス・クラウディウス・ネロ, マルクス・セルウィリウス・プレクス・ゲミヌス
- 紀元前201年 グナエウス・コルネリウス・レントゥルス, プブリウス・アエリウス・パエトゥス（第二次ポエニ戦争終了）

## 紀元前2世紀
- 紀元前200年 プブリウス・スルピキウス・ガルバ・マクシムス II, ガイウス・アウレリウス・コッタ
- 紀元前199年 ルキウス・コルネリウス・レントゥルス, プブリウス・ウィッリウス・タップルス
- 紀元前198年 ティトゥス・クィンクティウス・フラミニヌス, セクストゥス・アエリウス・パエトゥス・カトゥス
- 紀元前197年 ガイウス・コルネリウス・ケテグス, クィントゥス・ミヌキウス・ルフス
- 紀元前196年 ルキウス・フリウス・プルプレオ, マルクス・クラウディウス・マルケッルス
- 紀元前195年 大カト, ルキウス・ウァレリウス・フラックス
- 紀元前194年 大スキピオ II, ティベリウス・センプロニウス・ロングス
- 紀元前193年 ルキウス・コルネリウス・メルラ, クィントゥス・ミヌキウス・テルムス
- 紀元前192年 ルキウス・クィンクティウス・フラミニヌス, グナエウス・ドミティウス・アヘノバルブス
- 紀元前191年 マニウス・アキリウス・グラブリオ, プブリウス・コルネリウス・スキピオ・ナシカ
- 紀元前190年 スキピオ・アシアティクス, ガイウス・ラエリウス
- 紀元前189年 グナエウス・マンリウス・ウルソ, マルクス・フルウィウス・ノビリオル
- 紀元前188年 ガイウス・リウィウス・サリナトル, マルクス・ウァレリウス・メッサッラ
- 紀元前187年 マルクス・アエミリウス・レピドゥス I, ガイウス・フラミニウス
- 紀元前186年 スプリウス・ポストゥミウス・アルビヌス, クィントゥス・マルキウス・ピリップス I
- 紀元前185年 アッピウス・クラウディウス・プルケル, マルクス・センプロニウス・トゥディタヌス
- 紀元前184年 プブリウス・クラウディウス・プルケル, ルキウス・ポルキウス・リキヌス
- 紀元前183年 クィントゥス・ファビウス・ラベオ, マルクス・クラウディウス・マルケッルス
- 紀元前182年 ルキウス・アエミリウス・パウルス・マケドニクス I, グナエウス・バエビウス・タンピルス
- 紀元前181年 プブリウス・コルネリウス・ケテグス, マルクス・バエビウス・タンピルス
- 紀元前180年 アウルス・ポストゥミウス・アルビヌス・ルスクス, ガイウス・カルプルニウス・ピソ
  - Suff. クィントゥス・フルウィウス・フラックス
- 紀元前179年 ルキウス・マンリウス・アキディヌス・フルウィアヌス, クィントゥス・フルウィウス・フラックス
- 紀元前178年 マルクス・ユニウス・ブルトゥス, アウルス・マンリウス・ウルソ
- 紀元前177年 ガイウス・クラウディウス・プルケル, ティベリウス・センプロニウス・グラックス I
- 紀元前176年 グナエウス・コルネリウス・スキピオ・ヒスパッルス, クィントゥス・ペティッリウス・スプリヌス
  - Suff. ガイウス・ウァレリウス・ラエウィヌス
- 紀元前175年 プブリウス・ムキウス・スカエウォラ, マルクス・アエミリウス・レピドゥス II
- 紀元前174年 スプリウス・ポストゥミウス・アルビヌス・パウッルルス, クィントゥス・ムキウス・スカエウォラ
- 紀元前173年 ルキウス・ポストゥミウス・アルビヌス, マルクス・ポピッリウス・ラエナス
- 紀元前172年 ガイウス・ポピッリウス・ラエナス I, プブリウス・アエリウス・リグス
- 紀元前171年 プブリウス・リキニウス・クラッスス, ガイウス・カッシウス・ロンギヌス
- 紀元前170年 アウルス・ホスティリウス・マンキヌス, アウルス・アティリウス・セッラヌス
- 紀元前169年 クィントゥス・マルキウス・ピリップス II, グナエウス・セルウィリウス・カエピオ
- 紀元前168年 ルキウス・アエミリウス・パウルス・マケドニクス II, ガイウス・リキニウス・クラッスス
- 紀元前167年 クィントゥス・アエリウス・パエトゥス, マルクス・ユニウス・ペンヌス
- 紀元前166年 ガイウス・スルピキウス・ガッルス, マルクス・クラウディウス・マルケッルス I
- 紀元前165年 ティトゥス・マンリウス・トルクァトゥス, グナエウス・オクタウィウス
- 紀元前164年 アウルス・マンリウス・トルクァトゥス, クィントゥス・カッシウス・ロンギヌス
- 紀元前163年 ティベリウス・センプロニウス・グラックス II, マニウス・ユウェンティウス・タルナ
- 紀元前162年 プブリウス・コルネリウス・スキピオ・ナシカ・コルクルム I, ガイウス・マルキウス・フィグルス I
  - Suff. プブリウス・コルネリウス・レントゥルス, グナエウス・ドミティウス・アヘノバルブス
- 紀元前161年 マルクス・ウァレリウス・メッサッラ, ガイウス・ファンニウス・ストラボ
- 紀元前160年 マルクス・コルネリウス・ケテグス, ルキウス・アニキウス・ガッルス
- 紀元前159年 グナエウス・コルネリウス・ドラベッラ, マルクス・フルウィウス・ノビリオル
- 紀元前158年 マルクス・アエミリウス・レピドゥス, ガイウス・ポピッリウス・ラエナス II
- 紀元前157年 セクストゥス・ユリウス・カエサル, ルキウス・アウレリウス・オレステス
- 紀元前156年 ルキウス・コルネリウス・レントゥルス・ルプス, ガイウス・マルキウス・フィグルス II
- 紀元前155年 プブリウス・コルネリウス・スキピオ・ナシカ・コルクルム II, マルクス・クラウディウス・マルケッルス II
- 紀元前154年 クィントゥス・オピミウス, ルキウス・ポストゥミウス・アルビヌス
  - Suff. マニウス・アキリウス・グラブリオ
- 紀元前153年 クィントゥス・フルウィウス・ノビリオル, ティトゥス・アンニウス・ルスクス
- 紀元前152年 ルキウス・ウァレリウス・フラックス, マルクス・クラウディウス・マルケッルス III
- 紀元前151年 ルキウス・リキニウス・ルクッルス, アウルス・ポストゥミウス・アルビヌス
- 紀元前150年 ティトゥス・クィンクティウス・フラミニヌス,  マニウス・アキリウス・バルブス
- 紀元前149年 ルキウス・マルキウス・ケンソリヌス, マニウス・マニリウス （第三次ポエニ戦争開始）
- 紀元前148年 スプリウス・ポストゥミウス・アルビヌス・マグヌス, ルキウス・カルプルニウス・ピソ・カエソニヌス
- 紀元前147年 小スキピオ I, ガイウス・リウィウス・ドルスス
- 紀元前146年 グナエウス・コルネリウス・レントゥルス, ルキウス・ムンミウス・アカイクス （第三次ポエニ戦争終了）
- 紀元前145年 クィントゥス・ファビウス・マクシムス・アエミリアヌス, ルキウス・ホスティリウス・マンキヌス
- 紀元前144年 セルウィウス・スルピキウス・ガルバ, ルキウス・アウレリウス・コッタ
- 紀元前143年 アッピウス・クラウディウス・プルケル, クィントゥス・カエキリウス・メテッルス・マケドニクス
- 紀元前142年 ルキウス・カエキリウス・メテッルス・カルウス, クィントゥス・ファビウス・マクシムス・セルウィリアヌス
- 紀元前141年 グナエウス・セルウィリウス・カエピオ, クィントゥス・ポンペイウス
- 紀元前140年 ガイウス・ラエリウス・サピエンス, クィントゥス・セルウィリウス・カエピオ
- 紀元前139年 グナエウス・カルプルニウス・ピソ, マルクス・ポピッリウス・ラエナス
- 紀元前138年 プブリウス・コルネリウス・スキピオ・ナシカ・セラピオ, デキムス・ユニウス・ブルトゥス・カッライクス
- 紀元前137年 マルクス・アエミリウス・レピドゥス・ポルキナ, ガイウス・ホスティリウス・マンキヌス
- 紀元前136年 ルキウス・フリウス・ピルス, セクストゥス・アティリウス・セッラヌス
- 紀元前135年 セルウィウス・フルウィウス・フラックス, クィントゥス・カルプルニウス・ピソ
- 紀元前134年 小スキピオ II, ガイウス・フルウィウス・フラックス
- 紀元前133年 プブリウス・ムキウス・スカエウォラ, ルキウス・カルプルニウス・ピソ・フルギ
- 紀元前132年 プブリウス・ポピッリウス・ラエナス, プブリウス・ルピリウス
- 紀元前131年 プブリウス・リキニウス・クラッスス・ディウェス・ムキアヌス, ルキウス・ウァレリウス・フラックス
- 紀元前130年 ルキウス・コルネリウス・レントゥルス, マルクス・ペルペルナ
- 紀元前129年 ガイウス・センプロニウス・トゥディタヌス, マニウス・アクィッリウス
- 紀元前128年 グナエウス・オクタウィウス, ティトゥス・アンニウス・ルスクス・ルフス
- 紀元前127年 ルキウス・カッシウス・ロンギヌス・ラウィッラ, ルキウス・コルネリウス・キンナ
- 紀元前126年 マルクス・アエミリウス・レピドゥス, ルキウス・アウレリウス・オレステス
  - Suff. アッピウス・クラウディウス・プルケル
- 紀元前125年 マルクス・プラウティウス・ヒュプサエウス, マルクス・フルウィウス・フラックス
- 紀元前124年 ガイウス・カッシウス・ロンギヌス, ガイウス・セクスティウス・カルウィヌス
- 紀元前123年 クィントゥス・カエキリウス・メテッルス・バリアリクス, ティトゥス・クィンクティウス・フラミニヌス
- 紀元前122年 グナエウス・ドミティウス・アヘノバルブス, ガイウス・ファンニウス
- 紀元前121年 ルキウス・オピミウス, クィントゥス・ファビウス・マクシムス・アッロブロギクス
- 紀元前120年 プブリウス・マニリウス, ガイウス・パピリウス・カルボ
- 紀元前119年 ルキウス・カエキリウス・メテッルス・ダルマティクス, ルキウス・アウレリウス・コッタ
- 紀元前118年 マルクス・ポルキウス・カト, クィントゥス・マルキウス・レクス
- 紀元前117年 ルキウス・カエキリウス・メテッルス・ディアデマトゥス, クィントゥス・ムキウス・スカエウォラ
- 紀元前116年 ガイウス・リキニウス・ゲタ, クィントゥス・ファビウス・マクシムス・エブルヌス
- 紀元前115年 マルクス・アエミリウス・スカウルス, マルクス・カエキリウス・メテッルス
- 紀元前114年 マニウス・アキリウス・バルブス, ガイウス・ポルキウス・カト
- 紀元前113年 ガイウス・カエキリウス・メテッルス・カプラリウス, グナエウス・パピリウス・カルボ
- 紀元前112年 マルクス・リウィウス・ドルスス. ルキウス・カルプルニウス・ピソ・カエソニヌス
- 紀元前111年 プブリウス・コルネリウス・スキピオ・ナシカ・セラピオ, ルキウス・カルプルニウス・ベスティア
- 紀元前110年 マルクス・ミヌキウス・ルフス, スプリウス・ポストゥミウス・アルビヌス
- 紀元前109年 クィントゥス・カエキリウス・メテッルス・ヌミディクス, マルクス・ユニウス・シラヌス
- 紀元前108年 セルウィウス・スルピキウス・ガルバ, ルキウス・ホルテンシウス
  - Suff. マルクス・アウレリウス・スカウルス
- 紀元前107年 ルキウス・カッシウス・ロンギヌス, ガイウス・マリウス I
- 紀元前106年 クィントゥス・セルウィリウス・カエピオ, ガイウス・アティリウス・セッラヌス
- 紀元前105年 プブリウス・ルティリウス・ルフス, グナエウス・マッリウス・マクシムス
- 紀元前104年 ガイウス・マリウス II, ガイウス・フラウィウス・フィンブリア,
- 紀元前103年 ガイウス・マリウス III, ルキウス・アウレリウス・オレステス
- 紀元前102年 ガイウス・マリウス IV, クィントゥス・ルタティウス・カトゥルス
- 紀元前101年 ガイウス・マリウス V, マニウス・アクィッリウス

## 紀元前1世紀
- 紀元前100年 ガイウス・マリウス VI, ルキウス・ウァレリウス・フラックス
- 紀元前99年 マルクス・アントニウス・オラトル, アウルス・ポストゥミウス・アルビヌス
- 紀元前98年 クィントゥス・カエキリウス・メテッルス・ネポス, ティトゥス・ディディウス
- 紀元前97年 グナエウス・コルネリウス・レントゥルス, プブリウス・リキニウス・クラッスス
- 紀元前96年 ガイウス・カッシウス・ロンギヌス, グナエウス・ドミティウス・アヘノバルブス
- 紀元前95年 ルキウス・リキニウス・クラッスス, クィントゥス・ムキウス・スカエウォラ
- 紀元前94年 ガイウス・コエリウス・カルドゥス, ルキウス・ドミティウス・アヘノバルブス
- 紀元前93年 ガイウス・ウァレリウス・フラックス, マルクス・ヘレンニウス
- 紀元前92年 ガイウス・クラウディウス・プルケル, マルクス・ペルペルナ
- 紀元前91年 ルキウス・マルキウス・ピリップス, セクストゥス・ユリウス・カエサル
- 紀元前90年 ルキウス・ユリウス・カエサル, プブリウス・ルティリウス・ルプス
- 紀元前89年 グナエウス・ポンペイウス・ストラボ, ルキウス・ポルキウス・カト
- 紀元前88年 ルキウス・コルネリウス・スッラ I, クィントゥス・ポンペイウス・ルフス
- 紀元前87年 グナエウス・オクタウィウス, ルキウス・コルネリウス・キンナ I（解任）
  - Suf. ルキウス・コルネリウス・メルラ
- 紀元前86年 ルキウス・コルネリウス・キンナ II, ガイウス・マリウス VII（死亡）
  - Suf. ルキウス・ウァレリウス・フラックス
- 紀元前85年 ルキウス・コルネリウス・キンナ Ⅲ, グナエウス・パピリウス・カルボ I
- 紀元前84年 グナエウス・パピリウス・カルボ II, ルキウス・コルネリウス・キンナ IV
- 紀元前83年 ルキウス・コルネリウス・スキピオ・アシアティクス, ガイウス・ノルバヌス
- 紀元前82年 小マリウス, グナエウス・パピリウス・カルボ Ⅲ（スッラ、終身独裁官に就任）
- 紀元前81年 マルクス・トゥッリウス・デクラ, グナエウス・コルネリウス・ドラベッラ
- 紀元前80年 ルキウス・コルネリウス・スッラ II, クィントゥス・カエキリウス・メテッルス・ピウス
- 紀元前79年 プブリウス・セルウィリウス・ウァティア, アッピウス・クラウディウス・プルケル（スッラ、終身独裁官を退任）
- 紀元前78年 マルクス・アエミリウス・レピドゥス, クィントゥス・ルタティウス・カトゥルス
- 紀元前77年 デキムス・ユニウス・ブルトゥス, マメルクス・アエミリウス・レピドゥス・リウィアヌス
- 紀元前76年 グナエウス・オクタウィウス, ガイウス・スクリボニウス・クリオ
- 紀元前75年 ルキウス・オクタウィウス, ガイウス・アウレリウス・コッタ
- 紀元前74年 ルキウス・リキニウス・ルクッルス, マルクス・アウレリウス・コッタ
- 紀元前73年 マルクス・テレンティウス・ウァッロ・ルクッルス, ガイウス・カッシウス・ロンギヌス （第三次奴隷戦争勃発）
- 紀元前72年 ルキウス・ゲッリウス・プブリコラ, グナエウス・コルネリウス・レントゥルス・クロディアヌス
- 紀元前71年 プブリウス・コルネリウス・レントゥルス・スラ, グナエウス・アウフィディウス・オレステス （第三次奴隷戦争鎮圧）
- 紀元前70年 グナエウス・ポンペイウス I, マルクス・リキニウス・クラッスス I
- 紀元前69年 クィントゥス・ホルテンシウス・ホルタルス, クィントゥス・カエキリウス・メテッルス・クレティクス
- 紀元前68年 ルキウス・カエキリウス・メテッルス, クィントゥス・マルキウス・レクス
  - Suf. セルウィリウス・ウァティア
- 紀元前67年 ガイウス・カルプルニウス・ピソ, マニウス・アキリウス・グラブリオ
- 紀元前66年 マニウス・アエミリウス・レピドゥス, ルキウス・ウォルカキウス・トゥッルス
- 紀元前65年 ルキウス・アウレリウス・コッタ, ルキウス・マンリウス・トルクァトゥス
- 紀元前64年 ルキウス・ユリウス・カエサル, ガイウス・マルキウス・フィグルス
- 紀元前63年 マルクス・トゥッリウス・キケロ, ガイウス・アントニウス・ヒュブリダ（カティリナ事件）
- 紀元前62年 デキムス・ユニウス・シラヌス, ルキウス・リキニウス・ムレナ
- 紀元前61年 マルクス・プピウス・ピソ・フルギ・カルプルニアヌス, マルクス・ウァレリウス・メッサッラ・ニゲル
- 紀元前60年 クィントゥス・カエキリウス・メテッルス・ケレル, ルキウス・アフラニウス
- 紀元前59年 ガイウス・ユリウス・カエサル I, マルクス・カルプルニウス・ビブルス
- 紀元前58年 ルキウス・カルプルニウス・ピソ・カエソニヌス, アウルス・ガビニウス
- 紀元前57年 プブリウス・コルネリウス・レントゥルス・スピンテル, クィントゥス・カエキリウス・メテッルス・ネポス
- 紀元前56年 グナエウス・コルネリウス・レントゥルス・マルケッリヌス, ルキウス・マルキウス・ピリップス
- 紀元前55年 グナエウス・ポンペイウス II, マルクス・リキニウス・クラッスス II
- 紀元前54年 ルキウス・ドミティウス・アヘノバルブス, アッピウス・クラウディウス・プルケル
- 紀元前53年 グナエウス・ドミティウス・カルウィヌス I, マルクス・ウァレリウス・メッサッラ・ルフス
- 紀元前52年 グナエウス・ポンペイウス Ⅲ, クィントゥス・カエキリウス・メテッルス・ピウス・スキピオ・ナシカ
- 紀元前51年 セルウィウス・スルピキウス・ルフス, マルクス・クラウディウス・マルケッルス
- 紀元前50年 ルキウス・アエミリウス・パウッルス, ガイウス・クラウディウス・マルケッルス・ミノル
- 紀元前49年 ガイウス・クラウディウス・マルケッルス・マヨル, ルキウス・コルネリウス・レントゥルス・クルス
- 紀元前48年 ガイウス・ユリウス・カエサル II, プブリウス・セルウィリウス・ウァティア・イサウリクス I
- 紀元前47年 クィントゥス・フフィウス・カレヌス, プブリウス・ウァティニウス
- 紀元前46年 ガイウス・ユリウス・カエサル Ⅲ, マルクス・アエミリウス・レピドゥス I
- 紀元前45年 ガイウス・ユリウス・カエサル IV 単独
  - suff. ガイウス・トレボニウス, クィントゥス・ファビウス・マクシムス. ガイウス・カニニウス・レビルス
- 紀元前44年 ガイウス・ユリウス・カエサル V, マルクス・アントニウス I（カエサル暗殺）
  - suff. プブリウス・コルネリウス・ドラベッラ
- 紀元前43年 アウルス・ヒルティウス, ガイウス・ウィビウス・パンサ・カエトロニアヌス
  - suff.  アウグストゥス I, クィントゥス・ペディウス, プブリウス・ウェンティディウス・バッスス, ガイウス・カッリナス
- 紀元前42年 マルクス・アエミリウス・レピドゥス II, ルキウス・ムナティウス・プランクス
- 紀元前41年 プブリウス・セルウィリウス・ウァティア・イサウリクス II, ルキウス・アントニウス
- 紀元前40年 グナエウス・ドミティウス・カルウィヌス II, ガイウス・アシニウス・ポッリオ
  - suff. ルキウス・コルネリウス・バルブス, プブリウス・カニディウス・クラッスス
- 紀元前39年 ルキウス・マルキウス・ケンソリヌス, ガイウス・カルウィシウス・サビヌス
  - suff. ガイウス・コッケイウス・バルブス, プブリウス・アルフェヌス・ウァルス
- 紀元前38年 アッピウス・クラウディウス・プルケル, ガイウス・ノルバヌス・フラックス
  - suff. ルキウス・コルネリウス・レントゥルス, ルキウス・マルキウス・ピリップス
- 紀元前37年 マルクス・ウィプサニウス・アグリッパ I, ルキウス・カニニウス・ガッルス
  - suff. ティトゥス・スタティリウス・タウルス  I
- 紀元前36年 ルキウス・ゲッリウス・プブリコラ, マルクス・コッケイウス・ネルウァ
  - suff. ルキウス・ノニウス・アスプレナス, クィントゥス・マルキウス・クリスプス
- 紀元前35年 セクストゥス・ポンペイウス, ルキウス・コルニフィキウス
  - suff. プブリウス・コルネリウス・ドラベッラ, ティトゥス・ペドゥカエウス
- 紀元前34年 マルクス・アントニウス II, ルキウス・スクリボニウス・リボ
  - suff. ルキウス・センプロニウス・アトゥラティヌス, ルキウス・アエミリウス・レピドゥス・パウッルス, ガイウス・メンミウス, マルクス・ヘレンニウス・ピケンス
- 紀元前33年 アウグストゥス II, ルキウス・ウォルカキウス・トゥッルス
  - suff. ルキウス・アウトロニウス・パエトゥス, ルキウス・フラウィウス, ガイウス・フォンテイウス・カピト, マルクス・アキリウス・グラブリオ, ルキウス・ウィニキウス, クィントゥス・ラロニウス
- 紀元前32年 グナエウス・ドミティウス・アヘノバルブス, ガイウス・ソシウス
  - suff. ルキウス・コルネリウス・キンナ, マルクス・ウァレリウス・メッサッラ
- 紀元前31年 マルクス・アントニウス III, アウグストゥス III
  - suff. マルクス・ウァレリウス・メッサッラ・コルウィヌス, マルクス・ティティウス, グナエウス・ポンペイウス
- 紀元前30年 アウグストゥス IV, マルクス・リキニウス・クラッスス
  - suff. ガイウス・アンティスティウス・ウェトゥス, 小キケロ, ルキウス・サエニウス（・バルビヌス?）
- 紀元前29年 アウグストゥス V, セクストゥス・アップレイウス
  - suff. マルクス・ウァレリウス・メッサッラ・ポティトゥス
- 紀元前28年 アウグストゥス VI, マルクス・ウィプサニウス・アグリッパ II
- 紀元前27年 アウグストゥス VII, マルクス・ウィプサニウス・アグリッパ Ⅲ （帝政開始）

帝政初期のローマの執政官については帝政ローマ初期執政官一覧参照。
帝政後期のローマの執政官については帝政ローマ後期執政官一覧参照。